# Resonac Dome Oita
Showa Denko Dome Ōita (昭和電工ドーム大分) là một sân vận động đa năng ở thành phố Ōita thuộc tỉnh Ōita trên đảo Kyushu, Nhật Bản.
Sân hiện được gọi tắt là Showa Denko Dome Oita (昭和電工ドーム大分) vì lý do tài trợ. Sân trước đây được gọi là Kyushu Oil Dome (九州石油ドーム Kyūshū Sekiyu Dōmu) do quyền đặt tên được bán cho Kyushu Oil Co. cho đến đầu năm 2010 và Oita Bank Dome (大分銀行ドーム Ōita Ginkō Dōmu) do quyền đặt tên được bán cho Ngân hàng Oita cho đến đầu năm 2019. Sân chủ yếu được sử dụng cho các trận đấu bóng đá. Đây là sân nhà của câu lạc bộ J. League Oita Trinita. Sân được thiết kế bởi kiến trúc sư nổi tiếng Kurokawa Kisho và được xây dựng bởi KT Group, Takenaka Corporation.

## Các trận đấu thể thao lớn

### Giải vô địch bóng đá thế giới 2002
| Ngày                | Đội #1    | Kết quả    | Đội #2  | Vòng        | Khán giả |
| ------------------- | --------- | ---------- | ------- | ----------- | -------- |
| 10 tháng 6 năm 2002 | Tunisia   | 1–1        | Bỉ      | Bảng H      | 39.700   |
| 13 tháng 6 năm 2002 | México    | 1–1        | Ý       | Bảng G      | 39.291   |
| 16 tháng 6 năm 2002 | Thụy Điển | 1–2 (h.p.) | Sénégal | Vòng 16 đội | 39.747   |